# The Honeycombs

Honeycombs – Have I the Right

The Honeycombs war eine britische Popgruppe der 1960er-Jahre. Ihr bekanntester Song ist der Millionenseller Have I the Right?

## Werdegang
Das Quintett wurde 1963 unter dem Namen The Sheratons gegründet und hatte für die damalige Zeit eine Rarität in seinen Reihen: eine Schlagzeugerin, Ann Lantree. Diese gab der Band dann auch ihren endgültigen Namen. „Honey“ war Anns Spitzname, „combs“ (deutsch Kämme) kam hinzu, weil sie vorher Friseurin gewesen war. Daraus ergab sich ein Wortspiel, „Honeycombs“ (zu deutsch „Bienenwaben“).
1964 bekam die Gruppe einen Schallplatten-Vertrag, und bereits die erste Single Have I the Right war erfolgreich. Es war eines der Frühwerke des erfolgreichen britischen Autoren-Teams Ken Howard & Alan Blaikley. Die übersteuerte und mit viel Overdubbing in den unabhängigen Tonstudios von Joe Meek produzierte Single erreichte in Großbritannien den ersten Rang der Hitparade und entwickelte sich – nach einem Umsatz von 250.000 Exemplaren allein in Großbritannien – später zum weltweiten Millionenseller.
Als 1967 ihr Produzent Joe Meek starb, löste sich die Gruppe auf. Martin Murray hat The Honeycombs inzwischen wieder neu besetzt (mit Lee Howard, Jim Green und Chris Randall, Olli Tooley und Sacha Flory).

## Mitglieder
- Denis „D’Ell“ Dalziel (Gesang, Harmonika), * 10. Oktober 1943; † 6. Juli 2005
- Martin Murray (Gitarre), * 7. Oktober 1941
- Alan Ward (Gitarre, Piano, Orgel), * 12. Dezember 1945
- John Lantree (Bass), * 20. August 1940
- Ann „Honey“ Lantree (Schlagzeug), * 28. August 1943; † 23. Dezember 2018

## Diskografie

### Alben
| Jahr | Titel          | Höchstplatzierung, Gesamtwochen, AuszeichnungChartplatzierungen (Jahr, Titel, Platzierungen, Wochen, Auszeichnungen, Anmerkungen) | Höchstplatzierung, Gesamtwochen, AuszeichnungChartplatzierungen (Jahr, Titel, Platzierungen, Wochen, Auszeichnungen, Anmerkungen) | Höchstplatzierung, Gesamtwochen, AuszeichnungChartplatzierungen (Jahr, Titel, Platzierungen, Wochen, Auszeichnungen, Anmerkungen) | Anmerkungen |
| Jahr | Titel          | DE | UK | US | Anmerkungen |
| ---- | -------------- | --- | --- | --- | ----------- |
| 1964 | The Honeycombs | — | — | US147 (2 Wo.)US |             |

Weitere Alben
- 1965: All Systems – Go!
- 1966: In Tokyo

### Kompilationen
- 1989: The Best of the Honeycombs
- 1990: Honeycombs (All Systems Go and It's the Honeycombs)
- 1991: The Best of the Honeycombs
- 1993: The Best of the Honeycombs, produced by Joe Meek
- 2002: Have I the Right?: The Very Best of the Honeycombs
- 2016: 304 Holloway Road Revisited

### Singles
| Jahr | Titel Album                | Höchstplatzierung, Gesamtwochen, AuszeichnungChartplatzierungen (Jahr, Titel, Album, Platzierungen, Wochen, Auszeichnungen, Anmerkungen) | Höchstplatzierung, Gesamtwochen, AuszeichnungChartplatzierungen (Jahr, Titel, Album, Platzierungen, Wochen, Auszeichnungen, Anmerkungen) | Höchstplatzierung, Gesamtwochen, AuszeichnungChartplatzierungen (Jahr, Titel, Album, Platzierungen, Wochen, Auszeichnungen, Anmerkungen) | Anmerkungen                |
| Jahr | Titel Album                | DE | UK | US | Anmerkungen                |
| ---- | -------------------------- | --- | --- | --- | -------------------------- |
| 1964 | Have I the Right           | DE21 (5 Wo.)DE | UK1 (15 Wo.)UK | US5 (13 Wo.)US |                            |
| 1964 | Hab’ ich das Recht         | DE21 (3 Wo.)DE | — | — |                            |
| 1964 | Is It Because              | — | UK38 (6 Wo.)UK | — |                            |
| 1964 | I Can’t Stop               | — | — | US48 (7 Wo.)US |                            |
| 1965 | Something Better Beginning | — | UK39 (4 Wo.)UK | — | geschrieben von Ray Davies |
| 1965 | That’s the Way             | — | UK12 (14 Wo.)UK | — |                            |

Weitere Singles
- 1965: This Year Next Year
- 1965: I Can’t Get Through to You
- 1966: Who Is Sylvia
- 1966: It’s So Hard
- 1966: That Loving Feeling